# Biblioteca de la Universidad de Córdoba
La Biblioteca de la Universidad de Córdoba (BUCO) se encuentra en la ciudad de Córdoba (España), y según la Carta aprobada por Consejo de Gobierno de 24 de julio de 2009, la biblioteca es un sistema de recursos que tiene como misión el apoyo al aprendizaje, la docencia, la investigación y la gestión de la Institución en su conjunto, facilitando el acceso y la difusión de los recursos de información, y colaborando en la formación integral de toda la comunidad universitaria y en los procesos de generación y transferencia de conocimientos, contribuyendo a la consecución de los objetivos de la Universidad.

## Historia
Dejando aparte la Época andalusí, de la que sólo conservamos datos historiográficos, la primera institución educativa que, con el transcurso del tiempo, dejaría rastro de sus fondos en la BUCO es el Colegio de la Asunción, fundado en 1547 por Pedro López de Alba, médico del emperador Carlos I, a instancias de Juan de Ávila.
Hasta el siglo XIX no se produce una reactivación de la vida universitaria cordobesa, con la fundación de los dos primeros Centros que, integrados en la UCO, continúan impartiendo docencia actualmente: la Escuela Normal de Maestros (1841) y la Escuela de Veterinaria (1847); la primera es germen de la Facultad de Ciencias de la Educación y la segunda de la de Veterinaria y Ciencia y Tecnología de los Alimentos.
La Universidad Libre de Enseñanza (1870-1874) impartió en Córdoba las titulaciones de Derecho y Medicina, y propició el nacimiento de la Escuela de Practicantes y Matronas, origen respectivamente, de las Facultades de Derecho y Ciencias Económicas y Empresariales y Medicina, y de la Escuela de Enfermería.
El resto de bibliotecas se van creando al mismo tiempo que se fundan las facultades y escuelas a las que sirven, a partir de la creación de la Universidad como tal. Mención aparte, la biblioteca de la Escuela Universitaria Politécnica de Belmez, único centro que no se encuentra en la capital, sino en el corazón de una comarca de arraigada tradición minera. La Escuela de Maestros Mineros, Maquinistas y Fundidores se creó en 1924, pasando a depender de la UCO en 1973.

## Estructura
- Biblioteca Maimónides. (Campus de Rabanales). Servicios Centrales: Dirección, Subdirección, Acceso al Documento, Automatización, Biblioteca General[1], Documentación, Proyectos y Recursos Electrónicos.

- Bibliotecas del Área Científico-Tecnológico-Agroalimentaria. (Campus de Rabanales): Servicios de Adquisiciones, Atención al Usuario, Hemeroteca y Proceso Técnico.[2]

- Bibliotecas del Área de Ciencias de la Educación: Biblioteca de la Facultad de Ciencias de la Educación y Psicología.[3]

- Bibliotecas del Área de Ciencias Jurídicas y Sociales: Biblioteca de la Facultad de Derecho y Ciencias Económicas y Empresariales[4]; Biblioteca de la Facultad de Ciencias del Trabajo.[5]

- Bibliotecas del Área de Ciencias de la Salud: Biblioteca de la Facultad de Medicina y Enfemería.[6]

- Bibliotecas del Área de Humanidades: Biblioteca de la Facultad de Filosofía y Letras.[7]

- Bibliotecas del Área de Tecnología Minera: Biblioteca de la Escuela Universitaria Politécnica de Belmez.[8]

## Servicios

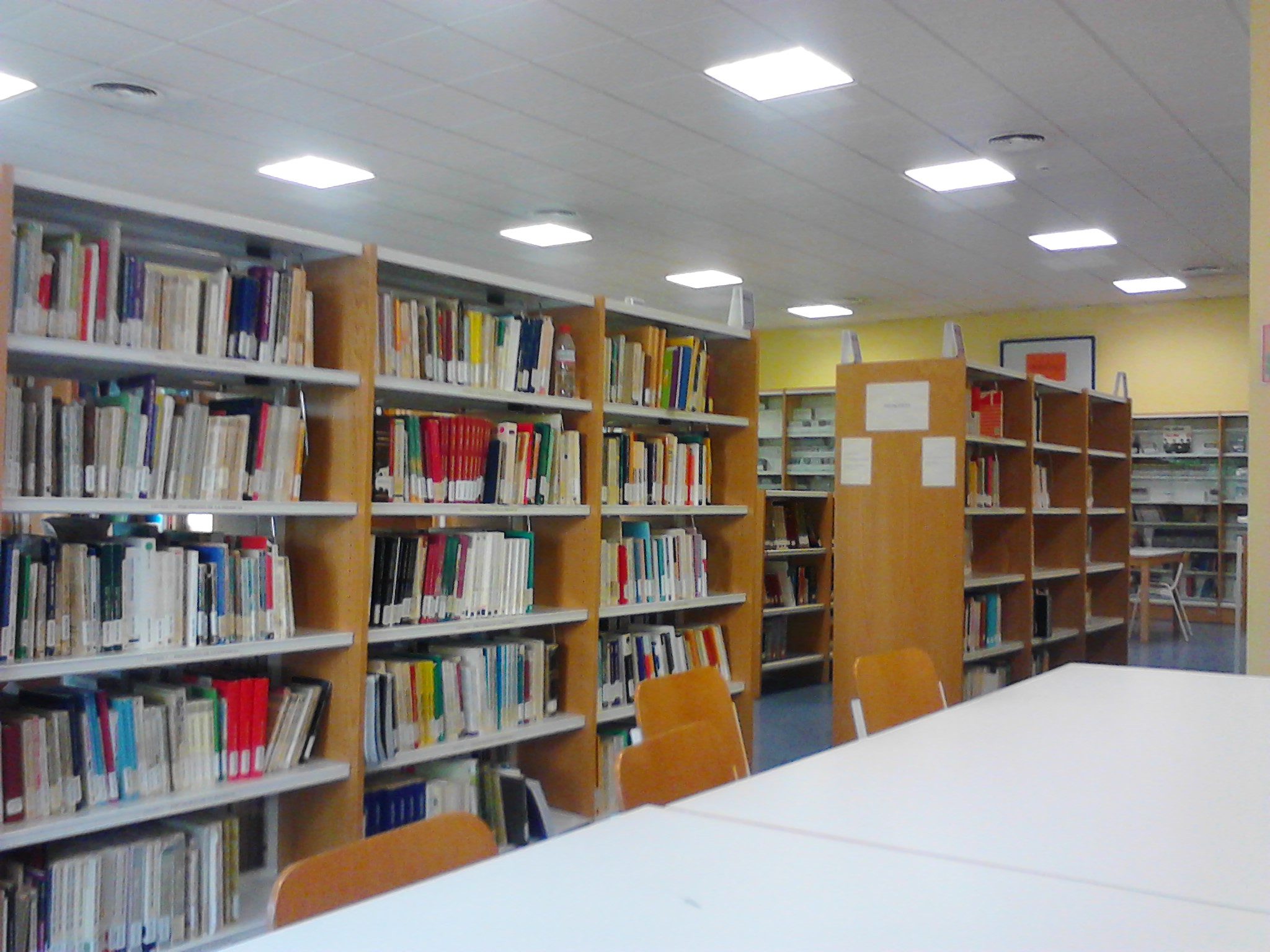
Biblioteca de la Facultad de Ciencias de la Educación.

## Servicios[3]

### Consulta
a) de los catálogos de fondos propios y de otras bibliotecas.
b) de los materiales originales o reproducidos.
c) de los recursos de información electrónicos.

### Préstamo
a) préstamo a domicilio de los materiales propios de nuestra colección, en el número, tiempo y condiciones que determina el Reglamento de la BUCO.
b) se garantiza a nuestros usuarios la consulta, mediante originales o reproducciones, de materiales no disponibles en nuestra colección, a través del servicio de préstamo interbibliotecario.

### Reproducción de documentos
a) se garantiza el uso de los fondos no susceptibles de préstamo mediante la reproducción, con las restricciones que disponga la legislación vigente y teniendo en cuenta las infraestructuras de cada punto de servicio.

### Información y Referencia
a) información presencial y remota sobre la Biblioteca, sus servicios y recursos.
b) orientación bibliográfica y de referencia para buscar y localizar información especializada.
c) orientación personalizada, presencial y remota, en el uso de los recursos de información.

### Biblioteca Digital
a) acceso y consulta a las bases de datos (MAGN), revistas y libros electrónicos de las colecciones de la Biblioteca.
b) se garantiza el acceso a los recursos suscritos por la Biblioteca desde fuera de los campus de la UCO, mediante los sistemas de autenticación habilitados para ello.

### Espacios e Infraestructuras
Nuestros usuarios tienen a su disposición:
a) salas de lectura.
b) salas para trabajo en grupo.
c) salas para la investigación.
d) infraestructura WiFi en todos los puntos de servicio.
e) Espacios TIC.

### Formación de usuarios
a) formación inicial, dirigida al alumnado de nuevo ingreso.
b) formación especializada: aprendizaje del manejo de los recursos de información electrónicos.

### Actividades de extensión
a) exposiciones.
b) visitas guiadas.
c) conferencias y lecturas.
d) club virtual de lectura.

## Cooperación bibliotecaria
La BUCO forma parte de asociaciones nacionales e internacionales encaminadas a potenciar la cooperación entre bibliotecas y la optimización de los recursos:
- REBIUN, Red de Bibliotecas Universitarias Españolas
- CBUA, Consorcio de Bibliotecas Universitarias de Andalucía
- Expania, Asociación de usuarios de Exlibris de España
- Convenio ANAHUAC de Préstamo Interbibliotecario Transnacional
- CNCS, Catálogo Nacional de Publicaciones Periódicas en Bibliotecas de Ciencias de la Salud Españolas
- DART-Europe, portal de tesis doctorales en línea
- RECOLECTA, Recolector de Ciencia Abierta
- DIALNET
- HISPANA
- OpenAire

## La BUCO en cifras
Todos los datos se refieren a 2021
| Indicador                                            | Datos  | Indicador                                                                               | Datos  |
| ---------------------------------------------------- | ------ | --------------------------------------------------------------------------------------- | ------ |
| 1.1. Usuarios                                        | 24783  | 5.4.3. Bases de datos de pago                                                           | 62     |
| 1.2. Total de estudiantes                            | 21760  | 5.4.4. Total de objetos digitales en el repositorio Helvia                              | 20812  |
| 3.1. Número de puntos de servicio                    | 7      | 6.1.1. Días de apertura anual                                                           | 308    |
| 3.2. Superficie total (m2 construidos)               | 18879  | 6.1.2. Horas de apertura semanal                                                        | 126    |
| 3.3. Puestos de lectura                              | 4188   | 6.1.3. Número de entradas a las bibliotecas                                             | 976111 |
| 3.3.2. Puestos en salas colectivas                   | 377    | 6.2. Préstamos domiciliarios                                                            | 47334  |
| 3.3.3. Puestos en salas para trabajo en grupo        | 193    | 6.3. Visitas a la web de la biblioteca (incluidas Guías temáticas de producción propia) | 873411 |
| 4.1. Parque informático para uso público             | 213    | 6.4. Consultas al catálogo de la biblioteca                                             | 324381 |
| 5.1.1. Títulos de monografías en papel               | 447745 | 6.5.1. Búsquedas en recursos electrónicos de pago                                       | 767594 |
| 5.3.1. Títulos de publicaciones periódicas en papel  | 11074  | 6.5.2. Vistas y descargas del texto completo de los recursos electrónicos de pago       | 704047 |
| 5.4.1. Monografías electrónicas de pago              | 634298 | 6.6.1. Número de cursos impartidos                                                      | 193    |
| 5.4.2. Publicaciones periódicas electrónicas de pago | 40704  | 6.6.4. Materiales formativos                                                            | 253    |